# Trond Egil Soltvedt
Trond Egil Soltvedt (Voss, 15 febbraio 1967) è un ex calciatore norvegese, di ruolo centrocampista.

## Carriera

### Club

#### In patria
Soltvedt iniziò la sua carriera professionista nel Viking e fu membro della squadra che vinse la Coppa di Norvegia 1989 e l'edizione inaugurale della Tippeligaen, datata 1991.
Nel 1992 passò al Brann, all'epoca squadra da metà classifica. Diventò uno dei calciatori più popolari della squadra, anche per via dell'alto numero di reti realizzate, pur essendo un centrocampista. Poco prima dell'inizio del campionato 1995, però, fu licenziato dal Brann perché "non leale", con la dirigenza che non diede ulteriori spiegazioni. I tifosi organizzarono una manifestazione in suo sostegno.
Passò così al Rosenborg, dove vinse due campionati e una coppa nazionale.

#### In Inghilterra
I suoi successi norvegesi gli fecero guadagnare l'interesse di alcuni club inglesi. Dopo un infruttuoso provino allo Stoke City, Gordon Strachan lo volle con sé al Coventry City, che lo ingaggiò a luglio 1997 in cambio di 500.000 sterline.
Dopo due stagioni, passò al Southampton di Dave Jones, che pagò 300.000 sterline al Coventry City. Debuttò nella vittoria per 4-2 sul Newcastle United, in data 15 agosto 1999, e fornì l'assist per il gol di Mark Hughes, che fissò il punteggio sul risultato finale. Totalizzò 24 presenze in stagione, giocando a centrocampo assieme a Matthew Le Tissier e Marian Pahars, contribuendo sia alla fase offensiva che difensiva della squadra, che chiuse nella parte bassa di classifica. Saltò buona parte della stagione a causa di alcuni problemi fisici.
Nel momento in cui cambiò la guida tecnica, da Dave Jones a Glenn Hoddle, per Soltvedt non ci fu più la possibilità di dimostrare il proprio valore. Fu così ceduto allo Sheffield Wednesday, inizialmente in prestito e successivamente a titolo definitivo. La cifra del trasferimento era stabilita in base alle presenze e sarebbe potuta arrivare fino a 200.000 sterline.
Rimase al club per tre stagioni, diventando anche capitano. Non riuscì però ad evitare la retrocessione del club, al termine del campionato 2002-2003, e si ritrovò così senza contratto. Tornò in patria, nell'Hovding, dove chiuse la carriera.

### Nazionale
Soltvedt giocò 4 incontri per la Norvegia. Debuttò il 18 gennaio 1997, sostituendo Erik Mykland nella sconfitta per 1-0 contro la Corea del Sud.

## Palmarès

### Giocatore

#### Club
- Coppa di Norvegia: 2

Viking: 1989
Rosenborg: 1995
- Campionato norvegese: 3

Viking: 1991
Rosenborg: 1995, 1996

#### Individuale
- Miglior centrocampista del campionato norvegese: 1

1996